# Дембняк (Опольський повіт)
Дембняк (пол. Dębniak) — село в Польщі, у гміні Юзефув-над-Віслою Опольського повіту Люблінського воєводства.